# Benedetto Lorenzelli
Benedetto Lorenzelli (Badi di Castel di Casio, 11 maggio 1853 – Bucciano (San Miniato), 15 settembre 1915) è stato un cardinale e arcivescovo cattolico italiano.

## Biografia
Nacque a Badi di Castel di Casio l'11 maggio 1853 e fu ordinato sacerdote a Bologna nel 1876.
Durante gli studi nel seminario di Bologna fu allievo di monsignor Francesco Battaglini, impegnato nella diffusione del tomismo promosso da papa Leone XIII, e dopo l'ordinazione fu persuaso dall'arcivescovo Carlo Luigi Morichini a proseguire gli studi teologici e filosofici a Roma. Divenne rigoroso interprete del neotomismo romano: insegnò al Collegio Missionario di Propaganda Fide, poi al Pontificio Ateneo romano di Sant'Apollinare e pubblicò vari volumi filosofici in latino.
Nel 1896 fu eletto e consacrato arcivescovo titolare di Sardi e nunzio apostolico in Belgio e nel 1899 in Francia. A causa dell'interruzione dei rapporti diplomatici fra la nazione francese e la Santa Sede, rientrò in Italia, dove fu nominato arcivescovo di Lucca nel 1904.
Papa Pio X lo elevò al rango di cardinale nel concistoro del 15 aprile 1907, assegnandogli il titolo di Santa Croce in Gerusalemme. Rimase alla guida della Chiesa di Lucca fino al 1910.
Il 13 febbraio 1914 lo stesso papa Pio X lo nominò prefetto della Congregazione degli studi. Partecipò al conclave del 1914, che elesse papa Benedetto XV.
Morì a Bucciano (San Miniato), dove si era ritirato per la malattia, il 15 settembre 1915 all'età di 62 anni. La sepoltura con monumento si trova nel duomo di San Miniato, nella cappella dell'Addolorata.

## Genealogia episcopale e successione apostolica
La genealogia episcopale è:
- Cardinale Scipione Rebiba
- Cardinale Giulio Antonio Santori
- Cardinale Girolamo Bernerio, O.P.
- Arcivescovo Galeazzo Sanvitale
- Cardinale Ludovico Ludovisi
- Cardinale Luigi Caetani
- Cardinale Ulderico Carpegna
- Cardinale Paluzzo Paluzzi Altieri degli Albertoni
- Papa Benedetto XIII
- Papa Benedetto XIV
- Papa Clemente XIII
- Cardinale Bernardino Giraud
- Cardinale Alessandro Mattei
- Cardinale Pietro Francesco Galleffi
- Cardinale Giacomo Filippo Fransoni
- Cardinale Carlo Sacconi
- Cardinale Edward Henry Howard
- Cardinale Mariano Rampolla del Tindaro
- Cardinale Benedetto Lorenzelli

La successione apostolica è:
- Vescovo Louis Olivieri (1900)
- Vescovo François-Xavier Schoepfer (1900)
- Arcivescovo Alain Guynot de Boismenu, M.S.C. (1900)
- Arcivescovo Maurice-Charles-Alfred de Cormont (1900)
- Arcivescovo François-Marie-Joseph Delamaire (1901)
- Vescovo Fernando de Souza Monteiro, C.M. (1901)
- Vescovo Domenico Fanucchi (1907)